# Isla de Planier
Isla de Planier (en francés: Île de Planier, en occitano : Illon de Planiá, del latín «Insula Planasia», literalmente en español, Isla plana) es una isla situada en la ciudad de Marsella en la región de Provenza-Alpes-Costa Azul, al sur del país europeo de Francia. Esta es la más alejada de todas las islas de Marsella, a unos 8 km al suroeste de la costa. Esta isla, muy pequeña, está rodeada de un afloramiento de coral y ha sido responsable de muchos naufragios en el pasado.
El Faro de Planier cuyo construcción se inició a partir de 1774 se realizó con la intención de guiar a los barcos. Desde el año 1959 se elevó hasta los 72 m sobre el nivel del mar y los barcos se guían por radio.